# Pentapleura
Pentapleura es un género monotípico de plantas con flores perteneciente a la familia Lamiaceae. Su única especie: Pentapleura subulifera Hand.-Mazz., Oesterr. Bot. Z. 63: 225 (1913), es originaria de Turquía hasta el norte de Irak.